# Lista de supergrupos grunge
Durante a década de 1990, surgiram alguns supergrupos grunge, que eram bandas muitas vezes formadas por membros de bandas grunge anteriores. Esses supergrupos foram geralmente aclamados pela crítica, mas tipicamente tiveram apenas um álbum, devido aos compromissos dos membros com suas bandas anteriores.
Alguns grupos se formaram como um tributo a um amigo, como o Temple of the Dog, outros se formaram para gravar uma canção, como o M.a.C.C. e o Alice Mudgarden. A canção que o M.a.C.C. gravou encontra-se no álbum em tributo a Jimi Hendrix, Stone Free: A Tribute to Jimi Hendrix. Todos os membros do M.a.C.C. tinham trabalhado juntos anteriormente no Temple of the Dog. A canção que o Alice Mudgarden gravou se chama "Right Turn" e pode ser ouvida como a terceira faixa do EP Sap, do Alice in Chains. O Mad Season lançou apenas um álbum chamado Above. Os grupos Hater e Truly lançaram dois álbuns de estúdio.

## Bandas
| Grupo             | Integrantes | Ref.  |
| ----------------- | --- | ----- |
| Alice Mudgarden   | * Todos os membros do Alice in Chains * Chris Cornell do Soundgarden * Mark Arm do Mudhoney | [ 6 ] |
| Hater             | * Matt Cameron do Skin Yard, Soundgarden, Pearl Jam * Ben Shepherd do Soundgarden * John McBain do Monster Magnet * Brian Wood | [ 4 ] |
| M.a.C.C.          | * M – Mike McCready do Pearl Jam * A – Jeff Ament do Green River, Mother Love Bone, Pearl Jam * C – Matt Cameron do Skin Yard, Soundgarden, Pearl Jam * C – Chris Cornell do Soundgarden                                                                         | [ 7 ] |
| Mad Season        | * Layne Staley do Alice in Chains * Mike McCready do Pearl Jam * Barrett Martin do Screaming Trees * Mark Lanegan do Screaming Trees * John Baker Saunders do The Walkabouts                                                                                     | [ 8 ] |
| Temple of the Dog | * Chris Cornell do Soundgarden * Eddie Vedder do Pearl Jam * Stone Gossard do Green River, Mother Love Bone, Pearl Jam * Jeff Ament do Green River, Mother Love Bone, Pearl Jam * Mike McCready do Pearl Jam * Matt Cameron do Skin Yard, Soundgarden, Pearl Jam | [ 9 ] |
| Truly             | * Robert Roth * Mark Pickerel do Screaming Trees * Hiro Yamamoto do Soundgarden | [ 5 ] |